# Rock and Roll Night Club
Rock and Roll Night Club es el primer álbum de estudio del artista canadiense Mac DeMarco. Fue grabado en 2012 en el estudio Jizz Jazz Studios de DeMarco con sede en Montreal y lanzado a través de Captured Tracks el 13 de marzo de 2012.

## Composición
Rock and Roll Night Club combina elementos del soul americano, música chopped and screwed, glam rock, rock and roll de los años 50, garage rock, new wave y el sonido jangle guitar pop característico de Captured Tracks.  Evan Minsker de Pitchfork opinó que, líricamente, "probablemente sea seguro asumir que al menos el 80% de Night Club está relacionado con una metabroma en la que nadie participa excepto DeMarco". y No Ripcord describieron su actuación en el disco como la de un "swinger irremediablemente romántico"." El propio DeMarco dijo que Rock And Roll Night Club también era una broma, diciendo que estaba siendo "intencionalmente superficial" al hacer lo que Elliott Sharp del sitio oficial de Red Bull describió como "exagerado", "conceptual", "chiflado" y, en general, "un álbum de rock de mala calidad y de mala calidad que celebra el núcleo de mala calidad y de mala calidad del rock"."
Se analizó que la voz de DeMarco en la primera mitad de Rock and Roll Night Club era una personificación de Elvis Presley.  Las dos primeras canciones, que No Ripcord comparó con Charlie Feathers, "están escritas desde el punto de vista de un rompecorazones cuyos ojos están fijos en su chica, ya sea que quiera jugar con ella o que tengan una noche íntima, o incluso hacer anotaciones mentales sobre su estilo de chica campesina". Fred Thomas de Allmusic calificó el tema coescrito por Peter Sagar "Baby's Wearing Blue Jeans" como un "himno extraño fetichista de la mezclilla", que contiene guitarras limpias y tambores amortiguados en su instrumentación. Exactamente la misma melodía vocal y canto suave se introduce más tarde en "One More Tear to Cry", que Thomas analizó como una canción de Lou Reed s producida por Ariel Pink, y luego  "European Vegas",  una canción en la que DeMarco "le ruega a su bebé que se quede una noche más mientras un acorde tintineante suena con una pizca de tristeza", según No Ripcord. "Vegas" también refleja el uso que hace "One More Tear" de ligeras variaciones de la misma melodía que las pistas anteriores. Thomas opinó que "en lugar de ser un error conceptual molestamente repetitivo, las melodías idénticas funcionan en los sonetos caseros de matones glamorosos de DeMarco como si no estuviera roto, prestando diferentes tonos del mismo color a sus respectivos canciones." Sin embargo, se introduce una nueva melodía en "She's Really All I Need", una pista que Loud and Quiet comparó líricamente con Pavement, y que contiene instrumentalmente riffs de guitarra tambaleantes y percusión "playera", así como la ausencia de la voz distorsionada de DeMarco.
Algunos dicen que "Moving Like Mike" trata sobre el editor de vídeo "Doc" Mike Kutsch, con sede en Brooklyn, pero lo más probable es que sea una "oda tonta" fuera de tono a Michael Jackson que restaura la vibra general del LP, después de la salida inducida por "She's Really All I Need"La lista de canciones estándar del álbum se cierra con la canción funk estilo Lou Reed "I'm a Man", Inicialmente titulada "Eyeballs", DeMarco dijo que estaba tratando de escribir sobre el estilo de vida de un hombre en Montreal con el canción. Thomas describió el tema extra "Only You", extraído del álbum Makeout Videotape, Ying Yang, como cercano a una versión moderna del indie rock y que sonaba como una demostración en casete desgastada grabada por la banda Deerhunter en esa época. de su tercer álbum de estudio Microcastle. La canción forma una línea de guitarra vibrante al estilo de Duane Eddy en un "pisotón de garaje" cuando aparece su "estribillo oscuro y seductor". Minsker describe las dos pistas extra, "Only You" y "Me & Mine", como la "mayor sorpresa" del álbum, comparando los dos temas con Real Estate y enfatizando el contraste de estas dos canciones con el resto del álbum. Sin embargo, Minsker resolvió más tarde que hay una diferencia relativamente pequeña entre el "tonto tonto" que canta sobre "la mujer boogie woogie que mira en mi dirección" y el "cantante sencillo" que canta "Ya terminé de llorar por ella".

## Grabación
Todas las pistas se grabaron en una grabadora de casetes de 4 pistas TASCAM 244 Portastudio, excepto una pista, que se grabó en una Fostex VF-80. La grabación tuvo lugar en un departamento de Montreal que compartían Demarco y su novia. Las voces y la batería se grabaron con un Shure Beta 58A. Las guitarras y el bajo fueron todos entrada directa al 244. La grabación hizo un uso extensivo del control de tono del 244. Demarco lo describió a la revista Tapeop: "Estaba tratando de hacer un disco de Ramones... Pensé: 'Voy a hacerlo'. Para hacer riffs básicos de acordes potentes, haré solos y lo haré muy rápido.' Resultó que soy terrible en eso. Cuando desaceleré las cosas pensé: 'Ah, ahora tengo algo'". Demarco también utilizó un método de suma de pistas para grabar más del límite de 4 pistas: "Aprendí a hacer ping-pong en las 4 pistas también, así que hacía tres pistas, las rebotaba en una, hacía otras tres y, con suerte, la canción para entonces ya estaría hecho". El rebote de las pistas degradó la señal, lo que provocó una pérdida de generación. Esto contribuyó al sonido lo-fi fangoso del disco y se inspiró en parte en las técnicas de I Hear a New World de Joe Meek. La mezcla fue un desafío debido a las limitaciones del 244. Para las guitarras, DeMarco a menudo subía el ecualizador paramétrico al máximo y ajustaba la ganancia para eliminar los graves y proporcionarles un espacio en la mezcla. También se utilizó una panorámica extrema para separar los canales. Se utilizó un Alesis MicroVerb 4 para efectos en guitarras y voces.

## Crítica y recepción
En  Metacritic, que asigna una calificación media ponderada sobre 100 a las reseñas de los críticos principales, el álbum recibió una puntuación promedio de 79 basada en 5 reseñas, lo que indica "críticas generalmente favorables". Fred Thomas de AllMusic opinó: " Rock and Roll Night Club es un disco confuso, pero no un desastre. Por el contrario, está tan profundamente calculado que las intenciones y posibles motivaciones de sus canciones probablemente se pierdan para la mayoría. Esto sería un problema si las buenas canciones no fueran tan increíbles y extrañas y las débiles tan inmediatamente olvidables."

## Lista de canciones
Todas las canciones escritas y compuestas por Mac DeMarco, excepto donde se indique lo contrario.. 
| Edición estándar |                                                    |          |  |
| N.º              | Título                                             | Duración |  |
| 1.               | «Rock and Roll Night Club»                         | 3:10     |  |
| 2.               | «(96.7 The Pipe)»                                  | 0:34     |  |
| 3.               | «Baby's Wearing Blue Jeans» (DeMarco, Peter Sagar) | 3:33     |  |
| 4.               | «One More Tear to Cry»                             | 4:04     |  |
| 5.               | «European Vegas»                                   | 3:17     |  |
| 6.               | «(106.2 Breeze FM)»                                | 1:00     |  |
| 7.               | «She's Really All I Need»                          | 3:03     |  |
| 8.               | «Moving Like Mike»                                 | 2:57     |  |
| 9.               | «Me and Jon, Hanging On»                           | 2:41     |  |
| 10.              | «I'm a Man»                                        | 2:32     |  |

| Pistas adicionales de descarga digital/CD |             |          |  |
| N.º                                       | Título      | Duración |  |
| 11.                                       | «Only You»  | 2:58     |  |
| 12.                                       | «Me & Mine» | 2:04     |  |

## Personal
Adaptado de las notas.
- Mac DeMarco – voz, guitarra, bajo, batería, percusión, teclados, compositor
- Maddy Glowicki – coros en "European Vegas"
- Josh Bonati – masterización
- Ryan McCardie – diseño de portada, maquetación
- Evan Prosofsky – fotografía de portada
- Peter Sagar – coautor de "Baby's Wearing Blue Jeans"

## Historial de lanzamientos
| País           | Fecha                  | Formato          | Etiqueta        |
| -------------- | ---------------------- | ---------------- | --------------- |
| Alemania       | 13 de marzo del 2012   | Descarga digital | Captured Tracks |
| Estados Unidos | 27 de marzo de 2012    | CD, LP           | Captured Tracks |
| Alemania       | 30 de marzo de 2012    | LP               | Captured Tracks |
| Alemania       | 13 de abril del 2012   | CD               | Captured Tracks |
| Reino Unido    | 22 de octubre del 2012 | CD, LP           | Captured Tracks |